# Міхал Антоній Радзивілл
Міхал Антоній Радзивілл (лит. Mykolas Antanas Radvila, пол. Michał Antoni Radziwiłł, *1 жовтня 1687, Клецьк — †29 серпня 1721, Уціха) — державний діяч Великого князівства Литовського в Речі Посполитій. Засновник Шидловєцької гілки Радзивіллів.

## Життєпис
Походив з литовського магнатського роду Радзивіллів, гілки Несвізької. Другий син Домініка Миколая Радзивілла, підканцлера литовського, і Анни Маріанни Полубинської. Народився 1687 року. У 1697 році після смерті батька отримав Шидловець в Сандомирському воєводстві і титул графа. Водночас опинився під опікою старшого брата Яна Миколая. Навчався в Несвізькому єзуїтському колегіумі. У 1699 році разом з братами здійснив закордонну поїздку Німеччиною, Францією, Іспанією, Голландією. Навчався у Сорбоні. 
1703 році повернувся до Речі Посполитої. Згодом перебирається до Шидловця. У 1704 році Михайло Антоній одружився з представницею заможного шляхетського роду Сесицьких, отримавши маєтності в Новогрудському воєводстві. Того ж року отримав від брата лідське староство. 1706 року призначено крайчим великим литовським. Невдовзі став власником староств вілкомирського, ковенського, метельського і немонойцького.
У 1711 році звертався за отриманням згоди єпископа краківського на будівництво синагоги. За офіційними даними, жидівська громада в Шидловці була заснована в тому ж році. Потім там побудували синагогу і будівлю для проведення ретельного обряду обмивання, заклали цвинтар. 1718 року обирається послом (делегатом) вілкомирського староства на вальний сейм 1718 року.
На кінець життя майже був банкрутом, більшість його маєтків були у заставі. Помер 1721 року.

## Родина
Дружина — Марціанна, донька Міхайла Довмонта Сесицького, воєводи мстиславського
Діти:
- Ізабелла (1711—1761), дружина каштеляна троцького і писаря великого литовського Тадеуша Францишка Огінського
- Леон Михайло (1722—1751)